# Guilherme de Hesse-Cassel
Guilherme de Hesse-Cassel (24 de dezembro de 1787 - 5 de setembro de 1867), foi um dos filhos do conde Frederico III de Hesse-Cassel e da princesa Carolina de Nassau-Usingen.
Os seus avós paternos eram Frederico II, Conde de Hesse-Cassel e a princesa Maria da Grã-bretanha.

## Casamento e descendência
No dia 10 de novembro de 1810, Guilherme casou-se no Palácio de Amalienborg com a princesa Luísa Carlota da Dinamarca. Tiveram os seguintes filhos:
- Carolina Frederica Maria de Hesse-Cassel (15 de agosto de 1811 – 10 de maio de 1829).
- Maria Luísa de Hesse-Cassel (9 de maio de 1814 – 28 de julho de 1895). Casada com o príncipe Frederico Augusto de Anhalt-Dessau.
- Luísa de Hesse-Cassel (7 de setembro de 1817 - 29 de setembro de 1898). Casada com o rei Cristiano IX da Dinamarca.
- Frederico Guilherme de Hesse-Cassel (26 de novembro de 1820 – 14 de outubro de 1864). Casou-se em primeiro lugar com a grã-duquesa Alexandra Nikolaevna da Rússia. Morreu pouco depois do casamento. Casou pela segunda vez com a princesa Ana da Prússia.
- Augusta Sofia Frederica de Hesse-Cassel (30 de outubro de 1823 – 17 de julho de 1899. Casada com o barão Charles Frederick von Blixen-Finecke.
- Sofia Guilhermina de Hesse-Cassel (18 de janeiro – 20 de dezembro de 1827).